# 模擬市民4：Spa Day
《模擬市民4：Spa Day》是生活模拟游戏《模拟人生4》的第二個擴充包，2015年7月14日发布。它包括水療中心，你可以去接受按摩、泥浴、做瑜伽、修指甲等等。玩家也可以建立自己的水療中心。

## 遊戲特色

### 新增場所
新增「水疗地点」地段，這個場所充滿著平靜且溫馨的氣氛，並提供各種活動和設備，能讓飽受壓力的模擬市民恢復活力。

### 新增技能
新增「健康」技能，能藉由冥想與瑜珈來訓練。隨著等級的提升，將可解開漂浮與心靈傳動的秘密。

### 其他新增要素
- 新游戏选项和互动：，受益于冥想，传送，暂停动机朽烂，水族馆，香火，新时代广播电台
- 新游戏：冥想，瑜伽，瑜伽课，按摩，泥浴和身体保湿，桑拿浴，死亡桑拿，桑拿Woohoo

## 翻新
2021年9月2日，Maxis公佈於2021年9月7日免費更新《模擬市民4：Spa Day》，在內容包原有的核心主題上拓展。這是《模擬人生4》第一個在發布後獲得重大內容翻新的內容包。新內容包括新特徵、抱負、美甲、修腳以及允許幼兒和兒童模擬人生參與瑜伽和冥想。模擬市民還可以為其他模擬市民開設健康課程。

## 外部連結
- 官方网站（繁體中文）
- 官方网站（简体中文）